# 熱刺足球俱樂部歷史
托特纳姆热刺足球俱乐部（Tottenham Hotspur F.C.）或簡稱熱刺（Spurs或The Spurs）是英格蘭超級聯賽的球隊之一。熱刺是英格蘭足球傳統上大球會之。熱刺是二十世紀首支成為聯賽及英格蘭足總盃雙料冠軍的球隊。是三支可以連奪兩屆足總盃的球隊之一，亦是唯一曾兩度造到的球隊。在1963年奪得歐洲盃賽冠軍盃寶座，是英國首支取得歐洲賽事錦標的隊伍。

## 早年時期
托定咸熱刺的前身“熱刺足球會”（Hotspur Football Club）是在1882年由一群來自“聖約翰長老派教徒學校”（St. John's Presbyterian School）及“托定咸文法學校”（Tottenham Grammar School）舊生的板球員所成立的。由於在冬季時沒有板球比賽，他們便商議成立一支足球隊以維持體能狀態。
熱刺（Hotspur）這個名字，則是來自莎劇中一個名叫“哈利·何斯佰”（Harry Hotspur）的角色。劇中“何斯佰”家族是北倫敦的一個貴族，在托定咸擁有土地。“哈利·何斯佰”的名字來自他騎馬時配有馬刺。一般認為，熱刺會徽公雞腳上的刺亦有此寓意：用作武鬥的公雞亦會被配上尖刺。球隊更名為托定咸熱刺（Tottenham Hotspur）以別於當地一支叫倫敦熱刺（London Hotspur）的球隊。
首場競爭性的比賽是1885年在倫敦協會杯（London Association Cup）對聖亞般斯（St. Albans）以5比2獲勝。1896年熱刺加入南部聯賽（Southern League）。在1899年熱刺遷入托定咸的新主場，球場以業主在鄰近的酒吧名字命名－“白鹿徑”球場。1900年首奪南部聯賽冠軍。在1901年奪得足總杯冠軍，是歷史上唯一奪標的非聯賽隊伍，他們在1908年才加入足球聯盟。

## 加入聯賽
熱刺最終在1908-09賽季被聯賽聯盟接納加入乙組聯賽，隨即以亞軍身份升上甲組比賽。但熱刺在甲組只能在下游為護級而戰，在1914-15賽季末所有足球比賽因第一次世界大戰停頓時，熱刺正處於榜尾位置。
1919年戰後足球比賽從新開始，聯賽聯盟決定將甲組隊伍增加至22隊，排第十九的車路士獲邀留級，餘下一席位應為榜末的熱刺或乙組排第三位的班士利之爭，但兩隊均未獲邀請，反而位列乙組聯賽第五位的阿仙奴取而代之。陰謀論的傳言四起，因此更加深熱刺球迷對阿仙奴的敵意。
熱刺在1919-20賽季取得乙組聯賽冠軍再回升甲組。隨後一年（1921年）在史丹福橋球場以1比0擊敗狼隊再奪足總杯冠軍。

## 二十至四十年代
隨著1921年的足總杯勝利，熱刺經歷長達三十年一事無成的日子，而阿仙奴則漸成北倫敦的有力球隊。
1921-22賽季熱刺排在利物浦之後成為聯賽亞軍，足總杯亦晉級至四強階段。熱刺逐漸衰落，隨後五個賽季名次都在12位以下，更在1927-28年降級乙組，一直停留至1933年。其後熱刺由史密夫（Percy Smith）領導下升回甲組，並憑當時的前鋒組合：佐治·亨特（George Hunt）、威利·依雲斯（W. Evans）及塔菲·奧哥拿根（Taffy O'Callaghan）合共射入75球而取得聯賽季軍。但熱刺在1934-35年再次降級，直至英國在1939年9月3日宣佈參加二次大戰，熱刺位列乙組聯賽第七位。

## 戰後時期：傳球走位（Push-and-Run）
戰後初期熱刺仍在乙組掙扎。直至1949年艾科亞·路維（Arthur Rowe）接手領導熱刺，路維在熱刺渡過整個球員生涯，他發明一套「傳球走位」（push-and-run）戰術，先將皮球交給隊友再跑過攔截自己的對手，然後接應球友迴傳的皮球。這套戰術令球員在比賽時節奏更流暢及更巨效率，其極具娛樂性打法贏得更多球迷欣賞。
路維帶領熱刺的首季即奪得乙組聯賽冠軍升級，升班甲組後立即以25勝10和7負成績，壓倒曼聯贏得首次甲組聯賽冠軍（1950-1951年），更成為第一支連續兩季分別奪得甲組及乙組冠軍的球隊。冠軍成員包括（Alf Ramsey，其後帶領英格蘭奪得1966年世界杯）、比爾·尼古臣（Bill Nicholson，帶領熱刺進入光輝歲月的領隊）、隊長朗·貝格斯（Ron Burgess）、守門員泰德·迪治般（Ted Ditchburn）、蘭·杜基文（Len Duquemin）及辛尼·華特斯（Sonny Walters）。
對手逐漸適應熱刺的「傳球走位」戰術，翌年取得聯賽亞軍後，熱刺的成績開始下滑，而路維的健康亦日益轉壞，最終在1955年退下，由占美·安德遜（Jimmy Anderson）繼任。熱刺平平淡淡渡過安德遜領導下的日子，靜待比爾尼古臣領導光輝歲月的來臨……

## 尼古臣：光輝歲月
「光輝歲月」（Glory, Glory era）是熱刺歷史上最重要時期。當1936年比爾·尼古臣加入熱刺成為學徒球員，此後的68年尼古臣將所有貢獻交給球會，從擦鞋球僮一直晉升至球會會長。尼古臣是熱刺的永遠名譽會長，並會出席熱刺每一場比賽，為表揚他對熱刺的貢獻，球會也把地址改為「比爾·尼古臣徑」（Bill Nicholson Way），熱刺球迷普遍希望有朝一日可以回復比爾·尼古臣時代的「光輝歲月」。
尼古臣在1958年10月11日接掌為熱刺領隊，接掌當天熱刺即大敗愛華頓10比4。1960年代初期尼古臣帶領熱刺連續三年奪得重要錦標：包括1961年甲組聯賽及足總盃雙料冠軍（球隊贏得了聯賽開季十一場勝利至今仍是個紀錄）、1962年足總盃及1963年的歐洲盃賽冠軍盃。
尼古臣早期麾下主要的隊員包括：
- 丹尼·布蘭治花亞（Danny Blanchflower）：是光輝六十年代的隊長，當代世界級右路中後場球員，富感召力，在球場內指揮隊友，作出策略性的調動，與尼古臣並肩打造熱刺強調控球的歐陸踢法風格。
- 戴夫·麥基（Dave Mackay）：自布蘭治花亞在1964年退休後，繼承了隊長的臂章。在中場線上，麥基是一個充滿力量的球員，特別在攔截方面特別強勁，但這位中場鐵漢卻是一位勇而不茅的球員。
- （Jimmy Greaves）：傳奇性射手，1961年以99,999英鎊從AC米蘭轉會加盟，六屆聯賽神射手，是唯一蟬聯三屆的球員。至今仍是球會單季入球最高（1962-63年，37球）及累計入球最高（1961-70年，220球）的記錄保持者。

1964年當雙料冠軍的成員因年齡老退，傷患及轉會他投而逐漸瓦解，尼古臣開始重建球隊，起用新球員如阿倫·基路遜（Alan Gilzean）、米克·英倫（Mike England）、（Pat Jennings）、阿倫·穆萊利（Alan Mullery）、雲拿保斯（Terry Venables）及一對後衛拍檔祖·堅尼亞（Joe Kinnear）和施利·紐魯斯（Cyril Knowles）。新陣容先替熱刺在1967年奪得足總盃冠軍及甲組聯賽季軍。加入馬田·芝華士（Martin Chivers）及馬田·彼得斯（Martin Peters）後，先後奪得1971年及1973年的聯賽盃及1973年的歐洲足協盃。
尼古臣帶領熱刺成為首支在歐洲賽捧杯的英格蘭球會，球隊在1970年代初亦一度中興，可惜，在1974年開季連負四仗後與高層決裂而辭職，熱刺亦步入黑暗時期，雖然他在1976年回巢擔任顧問，但光輝的歲月已走到尾聲，球隊仍是以降班收場……

## 布堅素：冷靜領導
泰利·尼爾（Terry Neill）接替尼古臣出仕領隊，但熱刺只能在榜末打滾，最終在1976年6月被基夫·布堅素（Keith Burkinshaw）取代，但熱刺但難逃出降級的命運。
熱刺只花一季便重回甲組行列。熱刺即將展開新的一頁，布堅素引入一對阿根廷世界杯冠軍成員—奧斯瓦爾多·阿迪尼斯（Osvaldo Ardiles）及列卡度·維拉（Ricardo Villa），加上攻擊組合史堤夫·阿治波特（Steve Archibald）及加里夫·曲斯（Garth Crooks），而年青的（Glenn Hoddle）亦開始漸露頭角，加上史提夫·佩文（Steve Perryman），新一代的熱刺開始打造成形。
1981年熱刺在重賽以3比2擊敗曼城奪得第100屆英格蘭足總盃冠軍，而維拉扭動蛇腰，避開過了曼城守將的重重攔截，射致勝的一球更被譽為足總盃賽史上的金球。
1982年熱刺創會的100週年紀念，蒙地卡羅地產大亨艾榮·史高拿（Irving Scholar）成功收購因擴建白鹿徑球場西看台而負債累累的熱刺。而阿迪尼斯亦因福克蘭糾紛被外借到巴黎聖日耳門。熱刺再打進足總盃決賽，同樣因福克蘭事件影響，維拉沒有被領隊布堅素派上場，決賽加時1比1賽和，重賽以荷度的一球十二碼，1-0擊敗由雲拿保斯領導的乙組球隊昆士柏流浪，第二次成功地衛冕足總盃，保持七次進入足總盃決賽全勝的紀錄。可惜在熱刺在聯賽盃決賽加時賽以1-3不敵利物浦，而歐洲盃賽冠軍盃則在四強被巴塞隆拿淘汰。
1983年熱刺接受了德國啤酒品牌「Holsten」的贊助，首度出現球衣廣告，而球會並在股票交易所上市集資。
熱刺在1984年再嘗歐洲足協盃冠軍滋味，與比利時安德烈治兩回合都以1-1戰成平手，在白鹿徑的第二回合經加時後，互射十二碼時熱刺憑門將東尼·柏斯（Tony Parks）精彩的撲救以4-3勝出。賽後數天，布堅素因與熱刺董事局意見不合而離開熱刺。

## 舒里夫斯與柏列：差點成功
彼得·舒里夫斯（Peter Shreeves，常被誤稱「舒里夫」（Shreeve）），在熱刺已工作十年，從青年軍領隊做起，繼而預備組領隊、布堅素的助理領隊，接手領導了熱刺兩季，首年聯賽取得季軍，但因次季的成績滑落至第十位而失去職位。

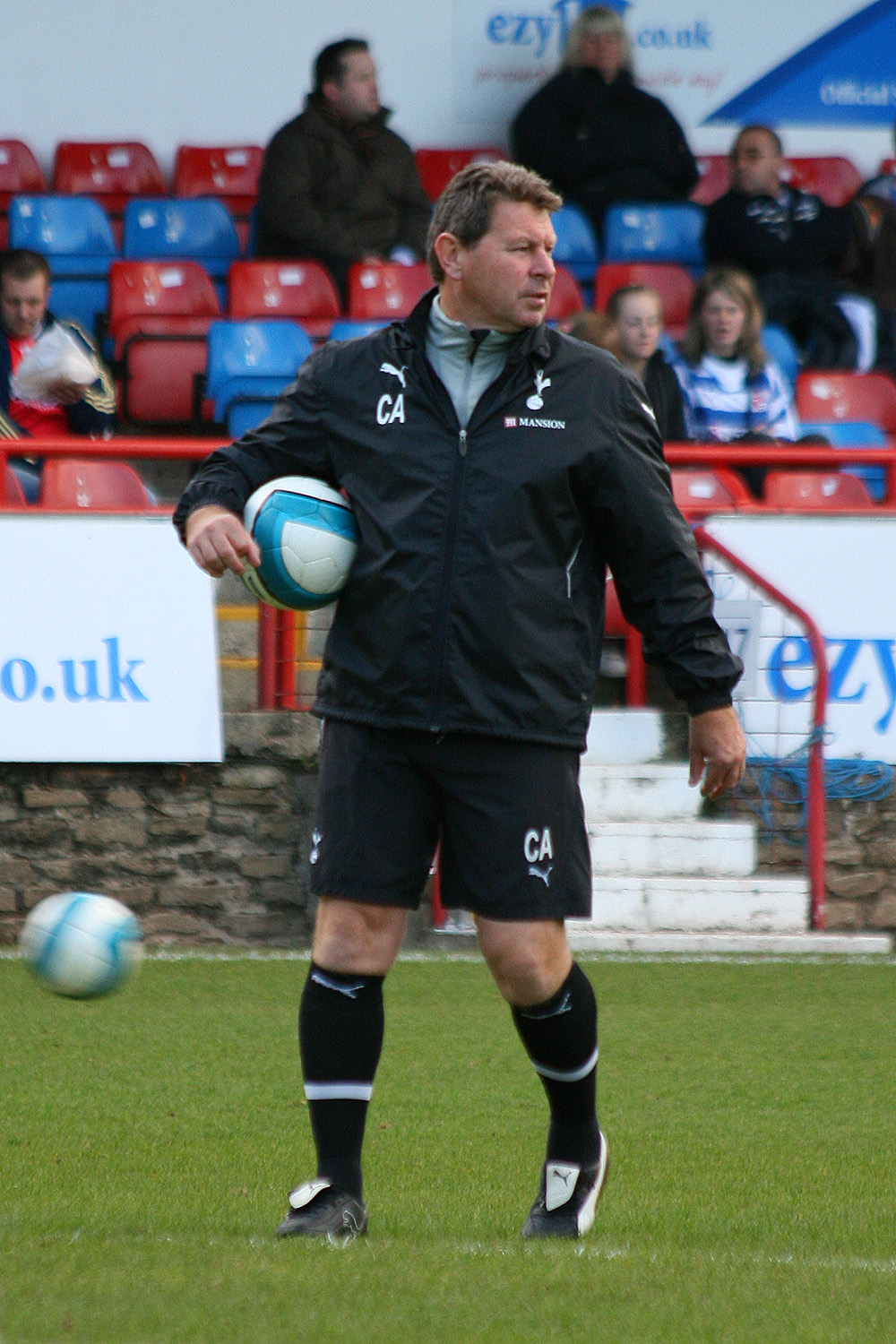
破紀錄射手佳夫·雅倫

前盧頓領隊大衛·柏列（David Pleat）在1986年5月成為舒里夫斯的繼任人，採用當年比利時在世界杯的陣式，以包括荷度與的五名中場球員支援單箭頭佳夫·雅倫（Clive Allen）的戰術，令熱刺一度向三項冠軍邁進，當季雅倫轟入球會紀錄的49個入球，聯賽最終只能取得季軍，聯賽杯打入四強在兩回合2-2平手，重賽以1-2被阿仙奴淘汰，但首次在足總盃決賽失利，加時後以2-3不敵高雲地利，到最後球隊還是一無所有。因小報揭發私生活而迫使柏列在1987年10月辭職。

## 艾爾泰爾（El Tel）：頭條人物
尼古臣麾下昔日名將雲拿保斯（Terry Venables）從西班牙巴塞隆拿回到熱刺成為柏列的繼任人，展開了風風雨雨的六年任期，在這段期間，白鹿徑經常成為頭條新聞的主角。
渡過平淡的頭兩季，在1988年擊退了曼聯，從紐卡素手上以打破英格蘭轉會費紀錄（200萬英鎊）收購了加斯居尼（Paul Gascoigne）。連尼加（Gary Lineker）在1989年從巴塞隆拿改投熱刺，重投雲拿保斯的麾下。1989/90年球季雲拿保斯帶領球隊取得不錯的季軍成績，更於來年再奪足總盃冠軍，雖然加斯居尼在決賽初段因一次鹵莽的攔截弄傷膝蓋而退下火線，最終加時2-1後上擊敗諾定咸森林，紀錄性的八奪足總盃。
雲拿保斯聯同商人阿倫·蘇加（Alan Sugar）收購負債疊疊的熱刺，償還了2,000萬英鎊的巨額債務，部份取自將加斯居尼以550萬鎊賣給義大利拉素破紀錄的轉會費。雲拿保斯成為熱刺的總裁，再次委任舒里夫斯為領隊，只維持了一季便由道格·利華摩亞（Doug Livermore）與雷·基文斯（Ray Clemence）的雙教練所取代。熱刺展開英超聯賽的首季比賽，只能取得失望的第八位。雲拿保斯與蘇加不和而終被踢出董事局。

## 阿迪尼斯：大勢已去
在剛季帶領西布朗勝出乙組升級附加賽的阿迪尼斯（Osvaldo Ardiles）在1993年成為熱刺新任領隊。加斯居尼及連尼加已離開，取而代之的是舒寧咸（Teddy Sheringham）及哥頓·杜利（Gordon Durie）等新球員。由於受到蘇加與雲拿保斯的法律訴訟影響，熱刺全體士氣低落，聯賽直到最後第二輪比賽才解除降級威脅，只能獲得第十五位。
由於熱刺在1980年代非法付款的醜聞遭到足總重罰，在新一季1994/95年超聯扣減12分，停止參賽足總盃一年及60萬英鎊罰款。蘇加抗辯有關人士早已離開熱刺獲接納，逃過扣分及停賽的判罰。
阿迪尼斯展開大手收購，分別買入三名貴價外援球員，德國前鋒奇連士文（Jürgen Klinsmann）及羅馬尼亞中場樸比斯古（Gheorghe Popescu）和杜米迪斯古（Ilie Dumitrescu）。奇連士文演出對辦，經常取得漂亮入球而成為白鹿徑的寵兒。但三名球員無助熱刺取得優良成績，而阿迪尼斯亦在1994年9月被撤職。

## 承諾大於成績
前昆士柏流浪領隊加利·法蘭西斯（Gerry Francis）接替阿迪尼斯，稍稍將熱刺的劣勢扭轉，在1994/95年剩餘的賽季，足總盃在準決賽敗於最後捧杯的愛華頓1-4，而聯賽亦能攀升到第七位。1995/96年熱刺在聯賽排名第八位，失去歐洲比賽參賽資格。在這段期間，部份主力球員被賣走：（米杜士堡）、奇連士文（拜仁慕尼黑）及樸比斯古（巴塞隆拿）。
1996/97年球季熱刺承受重大壓力，聯賽排名下跌至第十位，各項盃賽亦早早出局。（Les Ferdinand）及（David Ginola）在1997/98年球季的加盟未能改變熱刺在英超的弱勢，11月熱刺成為榜尾第二的球隊，真正感覺到降級的危機，法蘭西斯被革除職務。
瑞士冠軍球隊草蜢（Grasshoppers）的總教練哥斯（Christian Gross）走馬上任，首先再次借用傳奇射手奇連士文，結果終能保住熱刺甲組的席位。但哥斯平凡的表現，球隊缺乏方向，最終亦難逃被炒的命運，在1998年9月5日作客1-0擊敗愛華頓後離開熱刺，而哥斯接手熱刺的首仗正正是作客葛迪遜公園球場。
出人意表地一度是死對頭阿仙奴領隊的（George Graham）接手任教，1998/99年聯賽處於中游的十一位，聯賽盃冠軍成為格拉咸任內唯一的成就，決賽在溫布萊以1-0擊敗莱斯特城。接著的1999/2000年成績不振，聯賽持續排於中游的第十位，歐洲足協盃早於第二輪就被凱沙羅頓淘汰，足總盃及聯賽盃亦未能闖入第四輪，格拉咸亦感到在熱刺時日無多了。
自2001年初開始，蘇加不斷受到不滿的熱刺球迷冷嘲熱諷，甚至侮辱及威脅對他的家庭不利，脾氣暴躁的蘇加實在忍無可忍，只有將熱刺的控制權賣給由丹尼爾·利維（Daniel Levy）經營的ENIC運動媒體公司（ENIC Sports PLC），而利維本身是熱刺的忠實球迷。

## 荷度及柏列：再次夢碎

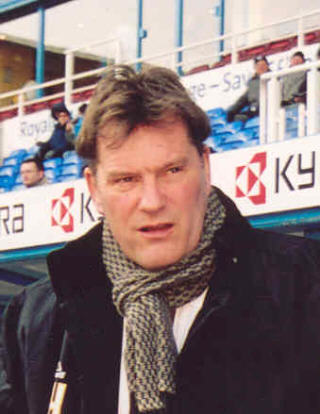
球會名宿格連·荷度

格連·荷度（Glenn Hoddle）可說是熱刺歷史中最偉大的球員之一，但作為領隊，其成績卻令人失望。荷度自2001年4月2日接任領隊，熱刺當時排行13位，且擁有一群老弱殘兵（有9名隊員達到30歲或以上）。他首場執教剛好在足總盃四強對賽遇上死對頭阿仙奴，失敗被淘汰。更令人沮喪的是隊長索尔·坎贝尔（Sol Campbell）在休季後免費加盟死敵阿仙奴。由於熱刺只提供少量資金收購球員，荷度只好收購如舒寧咸、（Gus Poyet）及（Christian Ziege）等廉價而實用的老將，再從舊僱主修咸頓手上購入（Dean Richards）代替蘇·金寶中堅的位置。
翌季熱刺成績有明顯的進步，終季排名第九位，熱刺在盃賽依然表現出色，足總杯打入八強遭車路士淘汰，聯賽盃闖入決賽，但以1-2負於布力般流浪令熱刺再次無緣進軍歐洲賽，大大加重荷度來季的壓力。
熱刺再一次只能提供有限資金在休季時購買球員，唯一大手筆收購是罗比·基恩（Robbie Keane）以700萬英鎊從列斯聯來投。2002/03年球季熱刺開季成績良好，在頭四場比賽後領先績分榜，直到2月底仍排前六位，但季末的10仗只能取得7分，只好排在令人失望的第十位。在季中已有部份不受重用的球員公開批評荷度的領導手法，特別針對其不善於溝通。荷度將責任歸咎於缺乏董事局，尤其是當時的足球總監柏列的支持，但於事無補。
在2003/04年球季只作了六輪比賽，荷度便被革退，由柏列暫代領隊。以利維為首的董事局希望在歐陸尋找繼任人的流言四散。而柏列亦暫代了整個賽季，聯賽盃及足總盃分別被米杜士堡及曼城淘汰，而聯賽只能排在令人失望的第十四位。

## 晏尼臣、辛天尼與祖爾：歐陸教頭

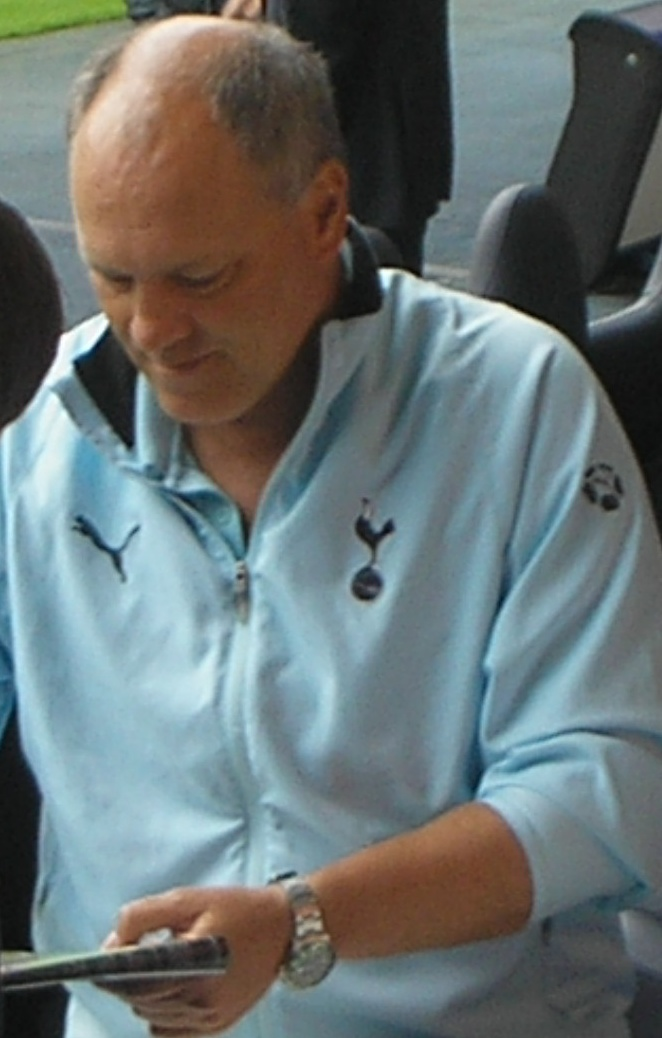
馬田·祖爾略有成績

經過傳媒數月對新領隊人選猜測，熱刺終於在2004年5月宣佈聘請丹麥籍的法蘭·晏尼臣（Frank Arnesen）為體育總監，前法國國家隊領隊辛天尼（Jacques Santini）為總教練，再加曾在英格蘭踢球的荷蘭人馬田·祖爾（Martin Jol）為助教，一支全新的歐陸教練團組合自此形成。
辛天尼之前曾為部分法甲球會取得一定的成績，但他主守的風格並不適合熱刺的傳統口味，在季初對球會死敵車路士的比賽排出「9-0-1」死守戰術成功0-0賽和後，被對手領隊摩連奴諷刺為「將一架球隊大巴士停泊在球門前防守」。球隊及後士氣持續低迷，辛天尼就任短短5個月、任教13場比賽後便在開季不久的11月辭職，由祖爾接手任教。熱刺成績穩步向上，祖爾亦取得2004年12月份超聯當月最佳領隊的榮譽，但差勁的作客成績令熱刺最終只能取平平的第九位。
2005年6月，晏尼臣被車路士挖角，但祖爾在隨後2005/06年球季的帶隊表現卻令人喜出望外，因為在該賽季裡熱刺有長達六個月的時間停留在積分榜的頭四位。直至聯賽最後一場與宿敵阿仙奴交手前，熱刺仍然領先對方一分，排在積分榜第四位。可惜由於比賽前突然有一半以上的熱刺球員感染到諾沃克病毒引起的胃腸炎，半力出擊的熱刺因而在該場北倫敦打吡戰落敗，同時迫不得已把寶貴的歐聯參賽資格拱手相讓予對手。

## 拉莫斯：雷聲大雨點小

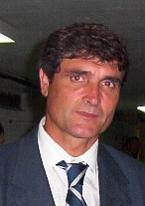
桑迪·拉莫斯令人大跌眼鏡

雖然祖爾在2006/07年賽季再次取得聯賽第五位的成績，但渴望更進一步的球會管理層開始對他失去耐性，因此在2007/08賽季的早早階段便以高薪請來西班牙籍的桑迪·拉莫斯頂替祖爾。拉莫斯之前麾下的西維爾表現出色，令普遍球迷期待他能將年青的熱剌提升到更高的水平。不過拉莫斯任內值得誇獎的就只有在2008年2月的聯賽盃決賽上2-1擊敗車路士奪冠，取得球會自千禧年後的首項錦標。而熱刺在聯賽裡的表現變得反覆，08-09的季初階段更令人沮喪地徘佪在積分榜榜尾位置，直至10月中球隊在歐洲足協盃不敵意大利的烏甸尼斯出局，終於成為拉莫斯馬上被革職的導火線。無可挽救的是，2008/09年已經成為了熱刺上百年球會歷史上開季成績最差的一次。

## 哈利·列納魔法
樸茨茅夫的英格蘭老帥哈利·列納隨即被任命為熱刺新領隊。面對拉莫斯留下的位處積分榜第20位的爛攤子，以及一對主力前鋒貝碧托夫及羅比·堅尼已經在夏天被出售的情況，列納開始重新打造屬於自己的本土化陣容。其效果立竿見影，通過聯賽連續擊敗保頓、利物浦、曼城，以及和阿仙奴扣人心弦的4-4平局，熱刺取得最大可能12分當中的10分，於是在列納接手僅僅2週後便脫離了降班區域。球隊最終以第8名完成08-09賽季，他們最後一輪聯賽雖然獲勝，仍然未能超越在最後一輪同樣全取3分的富咸之位置，使熱刺於09-10賽季近屆罕有地缺席歐洲賽場。羅比·堅尼在經歷一個短暫而不如意的利物浦旅途後，也在冬季時回到隊中並重新擔任隊長一職。而在短時間裡一手將熱刺由降班旋渦拯救出來，並使排名一度上升到歐洲賽資格在望，列納這份成就令熱刺球迷驚喜，也使不少人摔破眼鏡，甚至有部分傳媒和球評家戲稱他就像電影角色哈利波特般施展了不可思議的魔法（Harry Redknapp's magic）。
2009-2010季度熱刺延續上季尾段的神勇演出，開季頭4場比賽全勝，包括在揭幕戰以2-1擊敗利物浦，、等本土球員發揮理想，後防一改患得患失的惡習，整體表現出色使列納榮獲8月份最佳領隊；同時前鋒迪科爾也獲月度最佳選手獎項。2009年11月22日，球隊在白鹿徑主場大贏韋根9-1之役刷新了球會在頂級聯賽的最大勝仗紀錄，而迪科爾在下半場個人射入5球，包括在7分鐘內演出帽子戲法，成為繼及安迪·後能夠英超歷史上單場射入5球的第三人。2010年4月14日，熱刺憑藉首次於聯賽正選上陣的新星一記左腳窩利遠射和加里夫·巴利的入球以2-1擊敗阿仙奴，取得自1999年以來在英超中對該北倫敦宿敵的首場勝利，亦摧毀了對方的爭冠美夢。接下來的5月5日，熱刺作客曼徹斯特市球場以1-0擊敗競爭對手曼城，確定能夠在積分榜壓過對方，至少以第四名完成聯賽，並且取得歐洲聯賽冠軍盃參賽資格，來季將會歷史性地進軍歐聯賽事，不過首先要通過兩回合制的第四圈外圍賽的考驗。終於，隨著2009-10賽季落幕，熱刺憑21勝7和10負的成績在積分榜得到70分，是自1987年之後季終的最高分數。熱刺藉此站穩聯賽第四名的陣腳之外，也打破了5年以來英超一直由四大家族壟斷的悶局。難能可貴的是哈利·列納在季後得到英超最佳領隊獎項，成為歷史上第二位非冠軍隊伍的教頭獲得這份殊榮，亦反映出他自2008年執掌熱刺後的成績和功勞是有目共睹的。

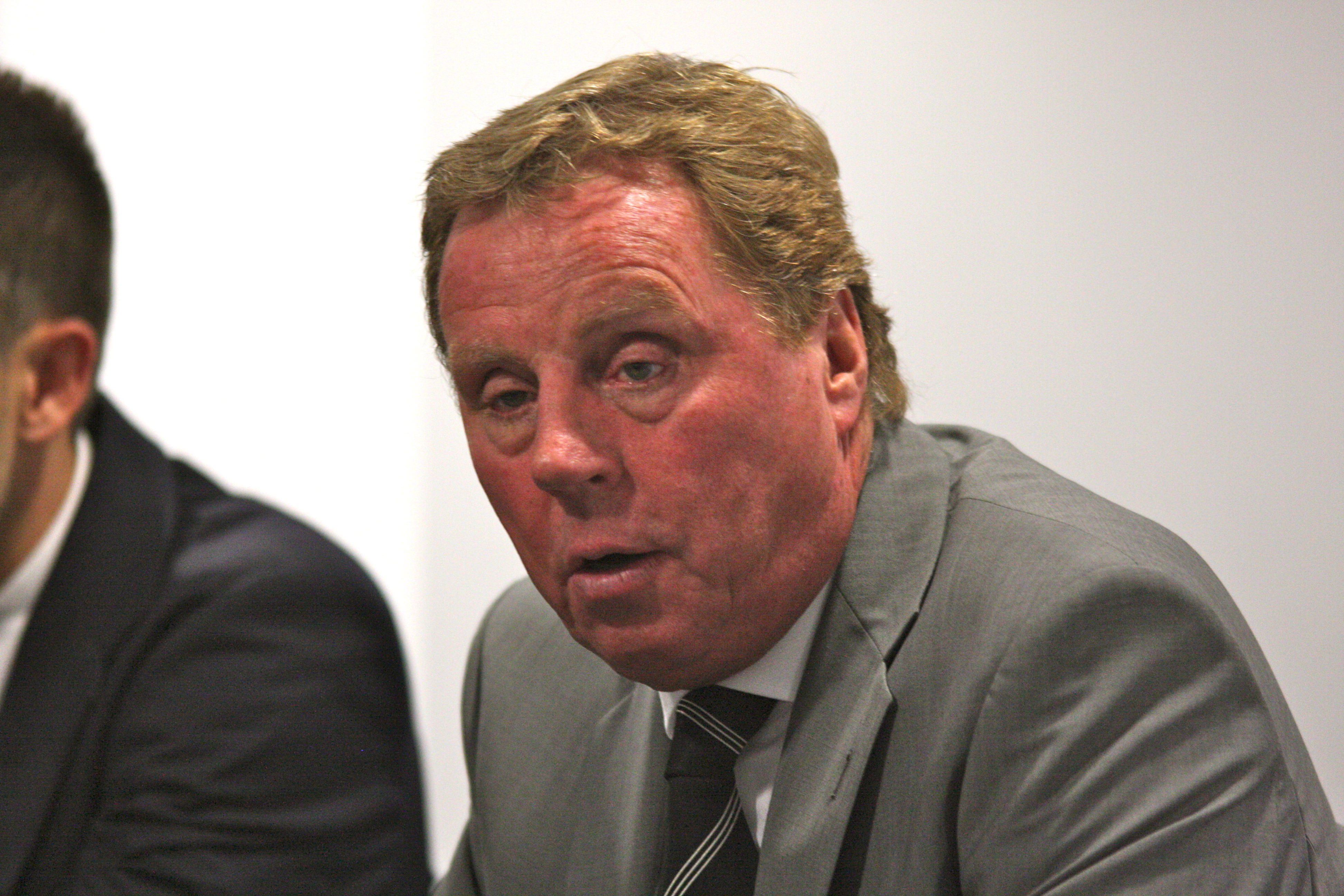
魔法師——哈利·列納

2010/11賽季，經過2010年8月25日主場4球大勝瑞士球隊伯爾尼後，熱刺在外圍賽兩回合計以總比分6-3過關。熱刺重返48年來夢寐以求的歐洲頂級球會賽事，也是首次挑戰在1992年改制後的歐聯。進入正賽後，熱刺在A組的另外三支對手均擁有旗鼓相當的實力，包括衛冕歐聯冠軍國際米蘭、歐戰經驗豐富的雲達不萊梅以及應屆荷蘭聯賽冠軍川迪，開賽前人們普遍認為這死亡之組的四隊會鬥得難分軒轅。然而熱刺發揮了出人意表的驚喜：儘管作客聖西路球場僅負國際米蘭3-4，但回到白鹿徑即以一場3-1的經典勝利報回一箭之仇。另外兩次主場更輕鬆大勝雲達不萊梅3-0及川迪4-1，因此於分組賽提前一輪已經確定出線。在此過程中加里夫·巴利居功厥偉，初次參與歐洲賽的他未有怯場，反而多次利用速度優勢、準確傳中和入球來展現自己的進攻天賦；配合高治、和加盟不久的雲達華治使整隊進攻變得更立體化。在最後一輪力壓國際米蘭取得小組首名的熱刺，於6場分組賽合共射入18球，進攻火力冠絕參賽各隊。在以小組首名進入十六強淘汰賽階段後，熱刺抽籤所得的對手是AC米蘭，他們先在作客聖西路的情況下領先1-0，次回合回到主場則加強防守取得0-0的和局。及至八強熱刺終於面對真正的嚴峻考驗，他們在首回合同樣先到班拿貝球場面對由摩連奴帶領的皇家馬德里：開賽僅4分鐘皇家馬德里便憑藉借用的射手先馳得點，相對地熱刺中鋒高治在第15分鐘領到第二面黃牌離場，使作客的熱刺頓時陷入困境，在下半場又再連失三球。其後2011年4月13日的白鹿徑次回合比賽亦沒有發生奇蹟，熱刺在主場球迷助威下雖然亟欲盡早取得入球，但前線多番無功而回反而被對手的在下半場破網。而兩回合計熱刺以0-5大敗，事隔近半個世紀的歐聯之旅最終亦在八強階段落幕。而英超排名爭奪中，季尾與曼城再次交鋒，雖然賽果是1-0，但這次勝出的是對手，高治再次成為罪人，他的烏龍球令熱刺喪失連續兩年參加歐聯的資格，結果以第五名完成聯賽，來季只能轉戰歐霸。
哈利·列納與熱刺的合約本於2011年屆滿，2010年7月13日熱刺行使合約條款延長兩年至2013年。在2011－12賽季中，熱刺本來長時間佔據英超聯賽榜第三位，很大機會再次取得來季歐聯參賽資格，但季中英格蘭領隊卡比路離職，傳言哈利·列納將會離開熱刺成為英格蘭新任領隊，而熱刺亦可能受這傳聞困擾，本來排名第三並以10多分拋離第四名阿仙奴的熱刺，在季尾滑落至第四名，球隊最終只取得第四名，但由於聯賽第六名的車路士最後贏得歐聯冠軍，自動佔有來屆英格蘭其一個歐聯席位，使排第四名的熱刺失去參與歐冠資格。同時，英格蘭代表隊領隊一職，最後落入時任西布朗領隊萊·鶴臣手中而非哈利·列納。2012年6月13日，由於與球會的分歧，哈利·列納本人被解僱。他表示球會希望更換新領隊。。

## 後哈利·列納時代
熱刺於2012年7月3日與前車路士領隊簽署三年合約，接替剛被革職三週的哈利·列納領導球隊。保亞斯帶領熱刺首個球季，因為有加里夫·巴利在陣的關係，熱刺有驚艷的表現，但最終以一分落後於倫敦宿敵阿仙奴，只得第五名完成聯賽，要轉戰歐霸，而巴利亦在此季後轉投皇家馬德里。2013/14賽季前的轉會窗，熱刺簽下、等七位球員，但戰績卻不進反退，先是作客曼城慘敗0-6，之後主場對利物浦則慘敗0-5，對利物浦比賽後，即2013年12月16日，熱刺於官方網站宣佈與保亞斯解約。
保亞斯離任後，熱刺委任助教為看守領隊，一直帶領球隊至季尾。在薛爾伍德的帶領下，熱刺在2013/14球季取得第六名。2014年5月28日，隊熱刺宣佈原修咸頓領隊普捷天奴加盟球隊擔任領隊，雙方簽約五年。

## 普捷天奴的中興

### 2014-15：新星湧起
普捷天奴帶領熱刺的首個球季，熱刺取得聯賽第五名，同時聯賽盃亦殺入決賽，最後以0-2不敵車路士得到亞軍。這季普捷天奴首次任年輕射手哈利·簡尼為常規正選，凱恩整季在各項賽事為熱刺射入31球之多。

### 2015-16：英超季軍
2015-16年度球季，熱刺一眾年輕球員在普捷天奴帶領下日趨成熟，在季中取得聯賽六連勝後升上聯賽榜第二名，再加上其他前列球隊球隊如車路士、利物浦及曼聯表現不穩。因此一度成為唯一威脅到榜首莱斯特城的球隊，可惜熱刺之後被阿仙奴、利物浦及西布朗迫和，進一步被李斯特城拉開。在35輪聯賽熱刺在領先兩球下被車路士連追兩球迫和，正式宣告爭標失敗。熱刺爭標失敗後在最後兩輪聯賽皆敗，結果被阿仙奴反超前，最後得聯賽第三名，相隔五年再次奪得歐聯參賽資格，不過這已是熱刺歷來最高的英超排名。同時，射手哈利·簡尼在聯賽共射入25球，成為本季的英超神射手。

### 2016-17：重返歐聯，告別白鹿徑
2016-17年度球季，球隊延續上季出色表現，在首12場聯賽保持不敗，之後雖作客不敵車路士和曼聯，但完成首循環聯賽仍位處聯賽榜前列位置，惟分數仍落後於在2016年10月至12月取得聯賽13場連勝的車路士。熱刺在次循環首場聯賽主場以2-0擊敗車路士，終止對手的連勝紀錄。熱刺於2017年2月11日作客不敵利物浦，一度落後榜首車路士達十分之多，但之後熱刺取得聯賽9連勝，當中包括主場擊敗北倫敦死敵阿仙奴。在4月底完成34輪聯賽時，一度追至只落後車路士四分。2017年5月5日，熱刺在第35輪聯賽作客不敵韋斯咸，三日後車路士在第35輪聯賽大勝米杜士堡，領先熱刺的優勢擴大至七分，餘下三輪聯賽只要多取三分便可奪冠。5月12日，車路士擊敗西布朗，提早兩輪聯賽成為冠軍。熱刺雖再次失落聯賽錦標，但在5月14日於白鹿徑球場進行最後一場的主場賽事，以2-1擊敗曼聯，提早兩輪比賽成為聯賽亞軍，令熱刺連續兩屆突破最高的英超排名，聯賽排名22年來首次超越北倫敦死敵阿仙奴，而熱刺在最後兩輪聯賽作客大勝莱斯特城6-1及侯城7-1，射手哈利·簡尼在兩場賽事共射入七球，結果反壓愛華頓的，以29球蟬聯英超神射手。

### 2017-18：晉身歐聯淘汰賽
因熱刺主場白鹿徑球場進行重建，本屆熱刺的主場移師至倫敦的溫布萊球場。
本屆由於曼城早早取得聯賽榜領前優勢，熱刺的聯賽目標只爭取聯賽前四名的歐聯參賽資格，結果熱刺本季取得英超季軍，來屆繼續能參加歐聯賽事。足總盃方面，熱刺連續兩屆都打進最後四強，但在準決賽敗給曼聯。歐聯方面，熱刺雖然在分組賽力壓衛冕冠軍皇家馬德里以小組首名出線，但在十六強賽不敵祖雲達斯出局。

### 2018-19：首次晉身歐聯決賽
由於新主場托定咸熱刺球場（位於前主場白鹿徑球場原址）的建造工程仍然進行中，因此本季的主場賽事仍然在溫布萊球場進行，直至2019年4月3日托定咸熱刺球場啟用為止。
本屆曼城和利物浦在聯賽錦標爭奪戰中早早拋離其他對手，熱刺雖無法挑戰錦標，但與車路士、阿仙奴及曼聯三支豪門球隊爭奪第三、四名的來屆歐聯參賽資格亦相當激烈，熱刺最後以一分之差壓倒北倫敦死敵阿仙奴，取得聯賽第四位和下一季的歐冠門票。
2018–19年歐洲冠軍聯賽，熱刺在小組賽首循環三場比賽只取得一和兩負的成績，面臨出局邊緣，但熱刺在次循環分組賽取得兩勝一和，追至與國際米蘭同分，最後更以較多對賽作客入球壓倒國際米蘭，取得小組次名出線淘汰賽。十六強賽熱刺以總比數4-0淘汰多蒙特，晉級八強後面對同樣來自英超的曼城，熱刺先在主場先以1-0取得勝利，而次回合在補時階段更因為的絕殺一度造成比數5-3而接近淘汰出局，惟視像助理裁判取值指出該入球屬於越位而入球無效，結果熱刺作客雖然僅負4-3，但是3個客場進球足以戲劇性地淘汰曼城。熱刺晉級準決賽面對阿積士，首回合熱刺在主場負0-1，次回合作客的熱刺在上半場再失兩球，在總比數落後三球的情況下，在次回合下半場攻入三球，總比數追成3-3，更憑較多作客入球成功逆转，历史性首次晋级歐冠决赛。熱刺决赛面對同樣來自英超的利物浦，遗憾以0-2敗陣屈居亞軍。

### 2019-20：陷入低潮
在上賽季表現優異下，熱刺在夏天轉會窗作出多個收購，包括以打破球會轉會費記錄簽入、借用阿根廷中場以及潛入年輕新星。惟開季後熱刺表现一直不尽如人意，首十二輪聯賽只取得三場勝利，令熱刺的聯賽排名在2019年11月上旬一度跌至第十四位。在歐聯分組賽更在主場以2-7大敗給拜仁慕尼黑。結果在英超主場以1-1打和升班球隊錫菲聯以後，上季成功帶領熱刺首次晉身歐聯決賽的波切蒂诺於11月20日被解僱。

## 穆里尼奥與紐奴
2019-20球季中，在2019年11月20日波切蒂诺离职当天，热刺就宣布聘请葡萄牙名帅担任球队主教练，双方签约3年半，合同至2023年6月30日到期。摩連奴領軍後，熱刺的聯賽排名回升，惟自從2020年起，主力因為拒絕續約而轉會國際米蘭，而哈里·凱恩以及孫興慜等多位主力先後受傷。因此使球隊簽入年輕荷蘭翼鋒以及啟動的買斷條款。但是仍未能阻止球隊表現反復，在歐聯十六強中更被RB萊比錫以總比數4-0淘汰出局。隨後英超因新冠肺炎疫情停賽三個多月，使多名在傷兵潮受傷的球員能夠復出應付餘下的賽事，但是因為上半季失分過多，再加上復賽後的表現不穩。最終在2019/20球季取得第六名，失去了來屆歐聯參賽資格。当时英超排名第八的阿森纳获得2019/20足总杯冠军，所以直接获得歐霸杯小组赛资格。而热刺只能參與歐霸杯入选賽以获得歐霸杯小组赛的资格。
20-21球季是穆里尼奥第二季帶領熱刺，按他帶領其他球隊的往績，穆里尼奥帶領球隊的第二季均能為該球隊的成績帶來突破。熱刺在季初有出色的表現，曾在聯賽作客以6-1大勝曼聯，以及在主場擊敗曼城及阿仙奴，一度登上聯賽榜首，聯賽盃亦打入決賽，而歐霸杯也取得小組首名晉級淘汰賽。但熱刺在2020年12月中旬連續敗給利物浦及李斯特城後，聯賽排名迅速滑落。踏入次循環聯賽，熱刺先後被利物浦、車路士、曼城、阿仙奴、韋斯咸等聯賽前列份子打敗，更在白禮頓、紐卡素等下游球隊身上失分，令熱刺聯賽排名跌至第七位，加上在足總盃及歐霸盃淘汰賽先後出局，球會最終於2021年4月19日解僱領隊穆里尼奥。另有傳言指熱刺解僱穆里尼奥的原因，是他反對熱刺參與欧洲超级联赛。隨後相關說法遭到其本人的否認。餘下的賽事則由前熱刺球員兼現任青年軍領隊-接手看守領隊，同事成為英超首名90後教練，在穆里尼奥被解僱後不到一周，在聯賽盃決賽以0-1不敵曼城，無法打破多年的錦標荒。餘下的賽事即使取得四場勝利，但仍然要於對陣李斯特城的英超煞科戰中末段連入兩球，才能確保來季歐洲賽資格。最終在2020-2021球季取得第七名，不但未能重奪來屆歐聯參賽資格，更失去了來屆歐霸杯參賽資格，只能參與來屆新增的歐協聯附加賽以获得歐協聯小组赛的资格。至於萊恩·梅森則在6月30日結束看守領隊一職。
同天，熱刺宣布前狼隊領隊將會擔任來季主教練一職，簽下兩年合約。而結束看守領隊的萊恩·梅森則會重返青年軍領隊一職。而前鋒哈里·凱恩有意轉投曼城，之後簡尼宣布留隊。
紐奴接手後，英超開季首場熱刺即在主場面對上屆英超冠軍曼城，在哈利·簡尼缺陣下，最後熱刺險勝1-0，及後熱刺再以1-0小勝狼隊及屈福特，連續三場1-0的勝仗令熱刺一度成為英超榜首，而哈利·簡尼亦確定本季繼續效力熱刺。可惜至2021年9月球隊即呈現頹勢，第四周英超聯賽作客敗於水晶宮0-3，再於歐足聯小組賽2-2被雷恩逼和。接著熱刺於英超的頹勢未止，再先後敗於同城死敵車路士0-3及阿仙奴1-3，球迷對紐奴的質疑之聲隨即開始。及後在英超賽程中，熱刺雖然先後以2-1戰勝阿士東維拉及以3-2打敗剛宣佈新財團入主的紐卡素，但在歐足聯以0-1不敵荷蘭球隊維特斯，之後在英超以0-1敗給另一倫敦球會韋斯咸。2021年10月30日，熱刺主場迎戰剛在聯賽慘敗給利物浦0-5的曼聯，熱刺卻以0-3慘敗，紐奴帥位備受質疑，最終在2021年11月1日，熱刺宣布解僱紐奴。

## 干地時代
2021年11月2日，熱刺宣布為新任領隊，干地與球會簽下了18個月的合約。